# B사감과 러브레터
《B사감과 러브레터》는 1925년에 발표된 현진건의 단편소설이다.

## 줄거리
기숙사제 여자 고등학교인 C여학교에 근무하고 있는 B사감이라는 기숙사 사감의 이야기이다. 이 기숙사 사감은 교원 직을 겸직하고 있으며, 30대 후반의 못생긴 노처녀요, 독신주의자에 가까운 기독교 신자인 B 여사로 이 학교내에서 무서운 딱장대로 알려질 대로 알려진 유명한 여성이다. 이 여성이 끔찍하게 싫어하는 남학생들에게 오는 러브 레터가 오는 날마다 '누구에게 온 것이냐, 왜 모른다고 하느냐'라고 기본적으로 2시간 이상 혼을 내면서, 마룻바닥에 무릎꿇고 '하느님, 이 어린 양이 사탄의 유혹에 빠지지 않게 하소서.'라고 기도했다. 심지어 B사감이 남자가 있는 가족을 면회하는 것을 엄격히 금지했을 때, "뭐 저런 사람이 다 있냐"라고 학생들이 큰 불만을 하여 휴학투쟁을 유발했고, 교장에게 불려가 혼나기도 했으나, 여전히 학교내 이성의 출입을 금하였다. 이 이유로 많은 학생들이 단체로 휴학하기도 했으며, 이를 본 다른 선생님들과 교장, 이사장마저 B사감을 혼내면서 화냈음에도 버릇을 고칠 생각을 하지 않았다. 
그러던 어느날부터 밤중에 기숙사에서 의문의 연인들의 목소리가 들렸다. 기숙사에 있는 3명의 여학생이 이 소리가 어디서 났는지를 찾아보려고 갔더니만, 다름 아닌 사감실에서 이 교내에서 악명이 높기로 유명한 그 B사감이 혼자서 학생들에게 압수당한 러브레터를 남자와 여자의 목소리를 번갈아가면서 흉내내며 고백했다. 한마디로 B사감이 1인 2역 (남자와 여자) 을 한 황당한 짓거리를 연출한 조작이었다. 이에 첫째 학생은 "황당하다"고 말하고, 둘째 학생은 "미친 게 틀림없다"고 말하며, 셋째 학생은 "B사감이 불쌍하다"면서 손으로 고인 눈물을 씻었다.

## 드라마화
〈TV문학관〉(한국방송)에서 동명소설을 원작으로 드라마를 제작한 바 있다. 탤런트 윤승원, 최란등이 출연했다.